# Internationaler Verkehr in der COVID-19-Pandemie
Im Verlauf der COVID-19-Pandemie ordneten zahlreiche Regierungen Einreisebeschränkungen an, um die Ausbreitung des Virus zu unterbinden oder zu verlangsamen. Es kam zu weitreichenden Einschränkungen des Verkehrs, und insbesondere der internationale Verkehr nahm im März 2020 stark ab.

## Hintergrund: Krankheit und Verlauf
Die Krankheit COVID-19 und der neue Krankheitserreger SARS-CoV-2 lösten in der Volksrepublik China am Jahresende 2019 die Epidemie aus. Erste bekannt gewordene menschliche Erkrankungsfälle gab es im Dezember 2019. Nach Fällen in der Volksrepublik China wurden Fälle aus Thailand (13. Januar 2020), Japan (15. Januar) und Südkorea (20. Januar) gemeldet. Die chinesischen Behörden bestätigten am 20. Januar 2020, dass das Virus prinzipiell von Mensch zu Mensch übertragbar ist. Der erste bestätigte Fall in den USA wurde am 21. Januar 2020 vermeldet, Ende Januar 2020 trat mit drei Erkrankten in Frankreich das Virus erstmals in Europa auf. Am 14. Februar 2020 wurde mit einem Erkrankten in Ägypten der erste Infektionsfall auf dem afrikanischen Kontinent gemeldet.
Am 30. Januar 2020 erklärte WHO-Generaldirektor Tedros Adhanom Ghebreyesus das Vorliegen einer Notlage für die öffentliche Gesundheit von internationaler Tragweite (kurz „internationale Gesundheitsnotlage“). Am 11. März 2020 stufte die WHO die Auswirkungen des Virus offiziell als Pandemie ein.

## Grenzkontrollen und Grenzschließungen 2020

Einreisebeschränkungen im Juli 2020 aufgrund der COVID-19-Pandemie

Laut dem Bericht Situation Report – 39 der Weltgesundheitsorganisation gab es am 27. Februar 2020 in 41 Mitgliedsstaaten Reisebeschränkungen, die mit dem Gesundheitsschutz der Bevölkerung begründet wurden, darunter in 11 Staaten auch Beschränkungen, die gegen andere Länder als China gerichtet waren. In den meisten Fällen wurde entweder die Einreise von Personen aus der VR China oder anderen von der neuartigen Coronavirus-Epidemie betroffenen Staaten untersagt oder Quarantäne- bzw. Isolierungsmaßnahmen für die Eingereisten verfügt oder die Ausstellung von Visa eingestellt. Im Verlauf der Pandemie kam es zu immer mehr Beschränkungen im Reiseverkehr, laut dem Bericht Situation Report – 67 der WHO gab es am 26. März 2020 bereits in 136 Mitgliedsstaaten Reisebeschränkungen, die mit dem Gesundheitsschutz der Bevölkerung begründet wurden. Dabei richteten sich seit dem 17. März 2020 alle Reisebeschränkungen gegen mehr als ein Land. Laut dem WHO-Bericht Situation Report – 88 vom 17. April 2020 gab es in 167 Mitgliedsstaaten Reisebeschränkungen.

### Asien
In Taiwan beschloss das Nationale Gesundheitskommandozentrum bis zum 24. Februar 2020 zahlreiche Maßnahmen, darunter eine Regelung zur Quarantäne, zur proaktiven Suche nach Infizierten und zur Kontrolle von See- und Luftgrenzen. Aus Reise- und Kranken- sowie Sozialversicherungsdaten wurde die Gefährdung einer individuellen Person errechnet. Aufgrund dieser Daten wurde ein Echtzeitalarm an die betreffenden Personen per Mobilfunk verschickt. Dieser ermöglichte erst die Einreise. Bei unauffälliger Datenlage wurden die Personen durchgewunken. Bei Verdachtsfällen aufgrund der Reisedaten wurden die Patienten unverzüglich für eine Inkubationszeit in häusliche Quarantäne überführt. Die Einhaltung der Quarantäne wurde über das Mobiltelefon über dasselbe Programm überwacht.
Am 28. März 2020 erließ die Volksrepublik China eine Einreisesperre für Ausländer. Zum Stichtag gültige Visa und Aufenthaltstitel konnten bis auf Weiteres nicht mehr für die Einreise genutzt werden, und es mussten für die Einreise neue Visa beantragt werden, die jedoch nur für bestimmte, notwendige Aktivitäten ausgestellt wurden. Inzwischen wurden die Beschränkungen wieder etwas gelockert und die Einreise aus EU-Staaten ist für Inhaber von Aufenthaltstiteln seit dem 11. August 2020 wieder möglich.
Mit Wirkung vom 23. März 2020 ist allen Ausländern die Einreise nach Singapur untersagt. Seit dem 19. April 2020 müssen alle Singapurer und ständigen Einwohner in Hotels unter Quarantäne gestellt werden, die als Stay-Home Notice (SHN) bezeichnet werden für 14 Tage.
Die Behörden in der Mongolei schlossen ab dem 27. Januar 2020 die Landesgrenze zur Volksrepublik für den Autoverkehr, mit schwerwiegenden Konsequenzen für den bilateralen Warenhandel.
Hongkong beabsichtigte, am 30. Januar 2020 die wichtigsten Transportwege, insbesondere den Schienen- und den Fährverkehr, von und zum Kernland China zu unterbrechen. Der Flugverkehr sollte reduziert und private Reisegenehmigungen vorläufig nicht mehr erteilt werden. Am 5. Februar wurde bekanntgegeben, dass Einreisende vom chinesischen Festland 14 Tage in Quarantäne untergebracht werden; auch in Hongkong lebende Personen, die von Chinareisen zurückkehren.
Nordkorea reagierte auf die Epidemie mit einer Zwangsquarantäne von einem Monat für alle über China einreisenden Ausländer. Nach Einschätzung der russischen Botschaft in Pjöngjang wurden von Nordkorea bisher (28. Januar 2020) keine Erkrankungsfälle gemeldet.
Die Philippinen erteilen chinesischen Staatsbürgern zeitweilig keine Einreisevisa.
Am 6. März 2020 schloss Bhutan seine Grenze für sämtliche touristischen Reisen von Ausländern.
Am 27. Februar 2020 gab Saudi-Arabien bekannt, keine Visa für die Kleine Pilgerfahrt mehr auszustellen. Ebenso werde allen Reisenden aus vom Virus betroffenen Staaten die Einreise verweigert.
Seit dem 6. März 2020 besteht ein weitgehendes Einreiseverbot in Israel für Einreisende aus Deutschland, Frankreich, Österreich, der Schweiz und Spanien. Einreisen darf nur noch, wer eine Adresse in Israel nachweisen kann, an der er sich einer zweiwöchigen häuslichen Quarantäne unterziehen kann. Dieselbe Regelung galt bereits für Reisende aus Italien sowie aus mehreren asiatischen Ländern, darunter China und Thailand.

### Europa
Für die Situation in Deutschland siehe Folgen der COVID-19-Pandemie für grenzüberschreitende Mobilität und Tourismus in Deutschland.
Österreich erließ am 10. März 2020 einen Einreisestopp für aus Italien kommende Nichtösterreicher. Transitverkehr nach beispielsweise Deutschland ist weiterhin möglich, jedoch muss Österreich ohne Halt durchfahren werden. Der Flug- und der Bahnverkehr nach Italien werden eingestellt. Die österreichische Regierung gab an diesem Tag eine Reisewarnung mit der höchsten Sicherheitsstufe (6) für Italien und San Marino aus und verhängte eine Einreisesperre für Reisende aus Italien.
Die Slowakei verhängte am 12. März 2020 ein Einreiseverbot für alle Ausländer, außer Polen.

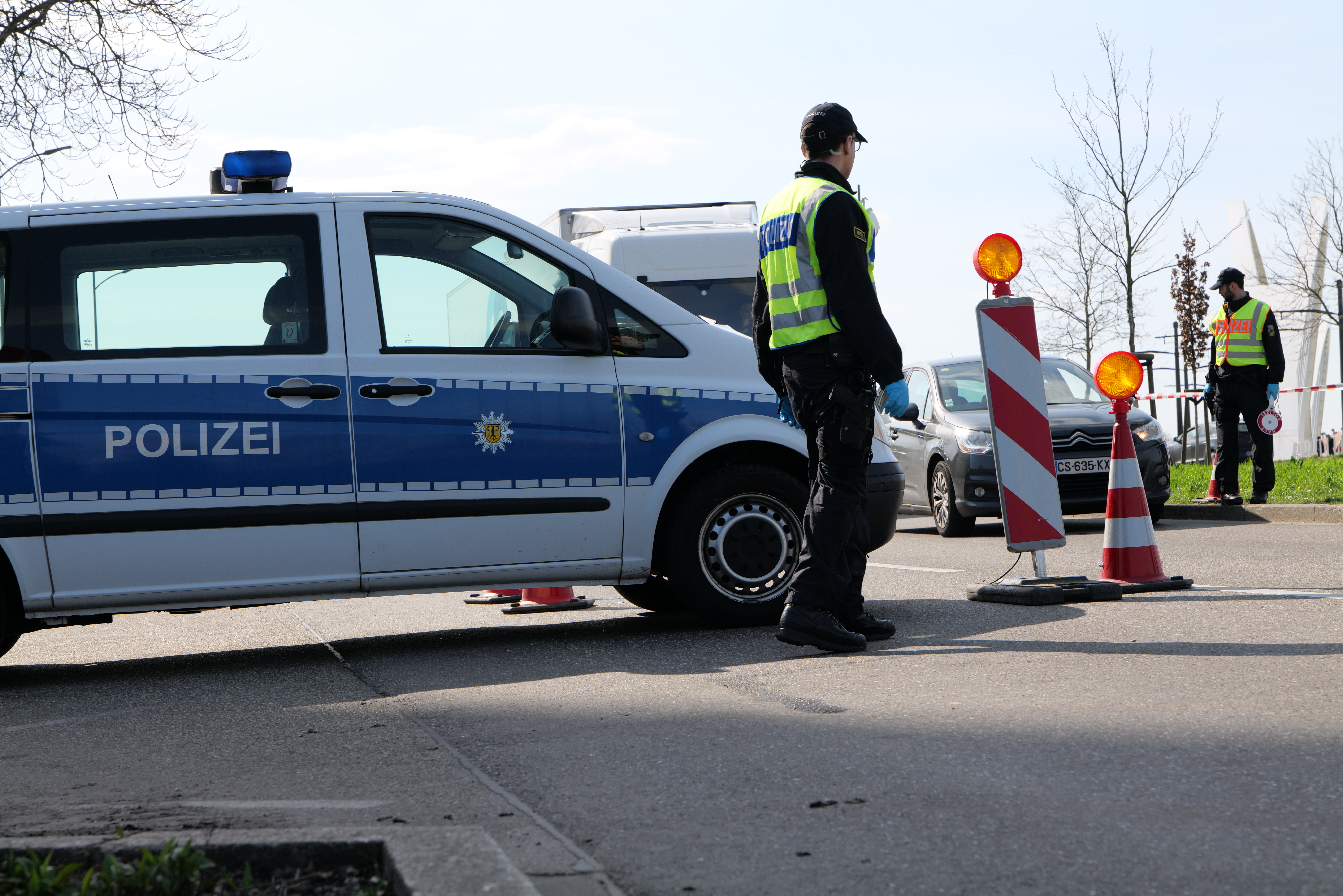
Grenzkontrollen an der Europabrücke zwischen Kehl und Straßburg an der Grenze zwischen Deutschland und Frankreich am 16. März 2020.

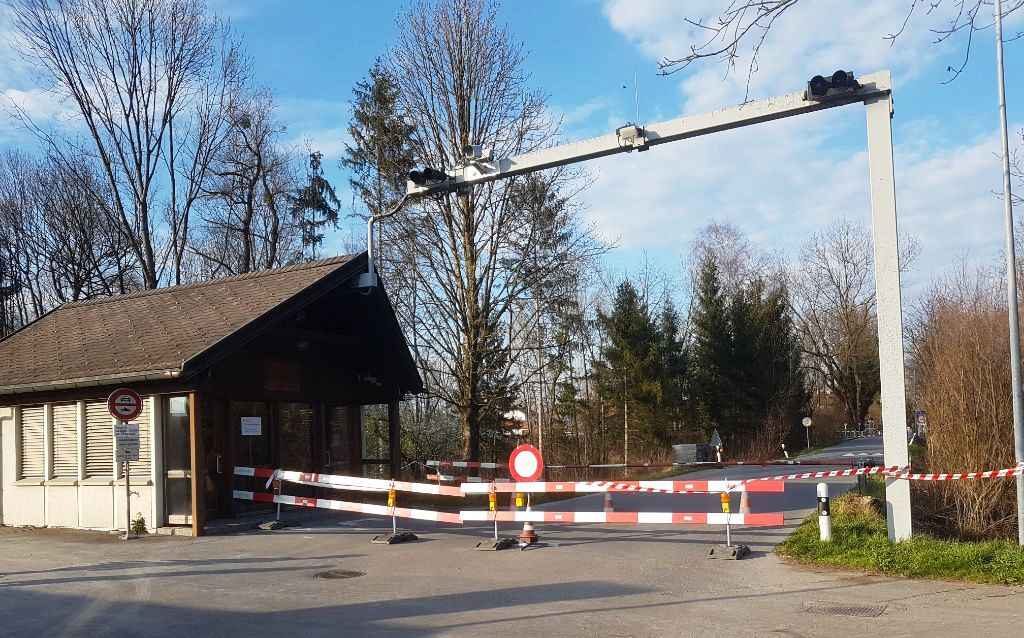
Der Grenzübergang in Schmitter zwischen Diepoldsau und Dornbirn wurde am Dienstag, 17. März 2020 geschlossen.

Mitte März 2020 verhängten mehrere Mitgliedsstaaten der Europäischen Union unabhängig voneinander Grenzschließungen oder Grenzkontrollen, die somit das Schengener Abkommen außer Kraft setzten, als Folge gab es an den innereuropäischen Grenzen kilometerlange Staus. Dadurch kamen Lkw mit Warentransport verspätet an ihrem Ziel an. Die Europäische Kommission forderte die Mitgliedsstaaten auf, für einen möglichst freien Warenverkehr im europäischen Binnenmarkt zu sorgen.
In Dänemark sind seit dem 14. März die Grenzen für Ausländer ohne triftigen Einreisegrund geschlossen.
In Norwegen werden seit dem 16. März 2020 alle aus nicht-nordischen Ländern nach Norwegen Reisende, die keinen Wohnsitz in Norwegen haben, an der Grenze zurückgewiesen. Sofern sie nicht vorher ausreisen können, werden sie zu einer bis zu 14-tägigen Quarantäne verpflichtet.
Litauen richtete am 14. März Grenzkontrollen zu den EU-Nachbarländern Polen und Lettland ein.
Drei Regionen der Russischen Föderation, die eine gemeinsame Außengrenze mit China besitzen, schlossen die Grenze bis zum 7. Februar 2020. Das betraf die Jüdische Autonome Oblast, die Oblast Amur und die Region Chabarowsk. Der Ministerpräsident von Russland verfügte am 30. Januar 2020 eine zeitweilige Beschränkung des Verkehrs an 16 von insgesamt 25 Grenzübergängen zur Volksrepublik China. In der Anlage der Verordnung wurden die Grenzkontrollstellen aufgeführt. Ab dem 20. Februar 2020 durften vorübergehend keine chinesischen Staatsbürger mehr in die Russische Föderation einreisen. Zuvor waren bereits zahlreiche Bahn- und Flugverbindungen von und nach China ausgesetzt und keine Arbeitsvisa mehr für Chinesen ausgestellt worden.
Die Verwaltung der Hauptstadt Moskau ordnete im März an, dass Rückkehrer aus China, Südkorea, Frankreich, Deutschland, Italien, Spanien, dem Iran sowie weiteren von der Epidemie betroffenen Ländern zwei Wochen lang in häusliche Quarantäne müssen. Bei Verstoß gegen diese Anordnung drohen Haftstrafen bis zu fünf Jahren.

### Amerika
In Kanada sollen internationale Flüge auf wenige Flughäfen mit besonderen Kontrollen umgeleitet werden, Kreuzfahrtschiffe mit mehr als 500 Personen sollen nicht mehr andocken dürfen. Von einem Einreiseverbot wurde zunächst abgesehen, um nicht zu illegalen Grenzübertritten Anlass zu geben. Die Regierung forderte die Bürger auf, von entbehrlichen Auslandsreisen abzusehen und sich im Sinne einer räumlichen Distanzierung von Menschenmassen fernzuhalten. Am 16. beziehungsweise 18. März 2020 wurden dann doch Einreiseverbote ausgesprochen.
Der damalige US-Präsident Donald Trump kündigte in einer Fernsehansprache am 11. März 2020 ein einmonatiges Einreiseverbot für Nicht-US-Bürger an, die sich in den vergangenen zwei Wochen in einem der 26 europäischen Länder des Schengenraums aufgehalten hatten. Wenige Tage später erweiterte Trump den Einreisestopp auf Großbritannien und Irland. Angesichts des sich ausbreitenden neuartigen Coronavirus in den USA wurde am 13. März der nationale Notstand ausgerufen.
Mit Wirkung ab dem 14. März 2020, 04:59 Uhr Mitteleuropäischer Zeit (MEZ) schlossen die Vereinigten Staaten ihre Grenzen für Personen, die sich in den letzten 14 Tagen in Staaten des Schengener Abkommens aufgehalten haben.
El Salvador hat am 8. März 2020 einen Einreisestopp für Reisende aus Deutschland, Frankreich, Italien, Iran und Südkorea erlassen. Nur salvadorianische Staatsbürger und Diplomaten durften aus diesen Ländern noch einreisen, wurden aber für 30 Tage unter Quarantäne gestellt.
Am 21. März 2020 gab Kuba einen sofortigen Einreisestopp für Ausländer bekannt.

## Internationale Maßnahmen 2020

### Maßnahmen in der EU
Bei einem Treffen am 13. Februar 2020 in Brüssel beschlossen die EU-Gesundheitsminister, Reisende aus bestimmten Regionen zu ihren Kontakten mit Menschen aus den von der Epidemie betroffenen Gebieten zu befragen. Am 24. Februar beschloss die Europäische Kommission umfangreiche Hilfsinvestitionen, die unter anderem Flüge für die Rückholung von EU-Bürgern finanzieren sollten.
Die EU-Kommission verabschiedete am 16. März Leitlinien, in denen sie die Mitgliedstaaten aufforderte, bei Grenzkontrollen für einen möglichst ungehinderten Warenverkehr im europäischen Binnenmarkt sowie für einen freien Grenzübertritt der im Gesundheits- und Nahrungsmittelsektor arbeitenden Pendler zu sorgen. EU-Bürgern, die durch ein anderes Land nach Hause wollen, solle die Durchreise erleichtert werden.
Am 17. März 2020 beschlossen die Staats- und Regierungschefs der Europäischen Union ein sofort wirksam werdendes 30-tägiges Einreiseverbot für Nicht-EU-Bürger. Ausnahmen wurden für Personen mit längerfristigem Aufenthaltsrecht in einem EU-Staat sowie Sonderregelungen für Staatsbürger von EFTA-Staaten und dem Vereinigten Königreich vorgesehen. Wer einen dringenden Einreisegrund habe (beispielsweise eine Beerdigung oder einen Gerichtstermin), müsse dafür die entsprechenden Nachweise mitführen. Das Einreiseverbot aus Nicht-EU-Staaten wurde in mehreren Schritten bis zum 1. Juli verlängert, ehe der EU-Rat eine Aufhebung der Beschränkungen für Reisende aus 15 ausgewählten Drittstaaten (solche die niedrige Infektionszahlen vorwiesen) unter der Bedingung empfohlen hat, dass diese Drittstaaten auch eine Einreise von EU-Bürgern gestatten.

### Flugverkehr

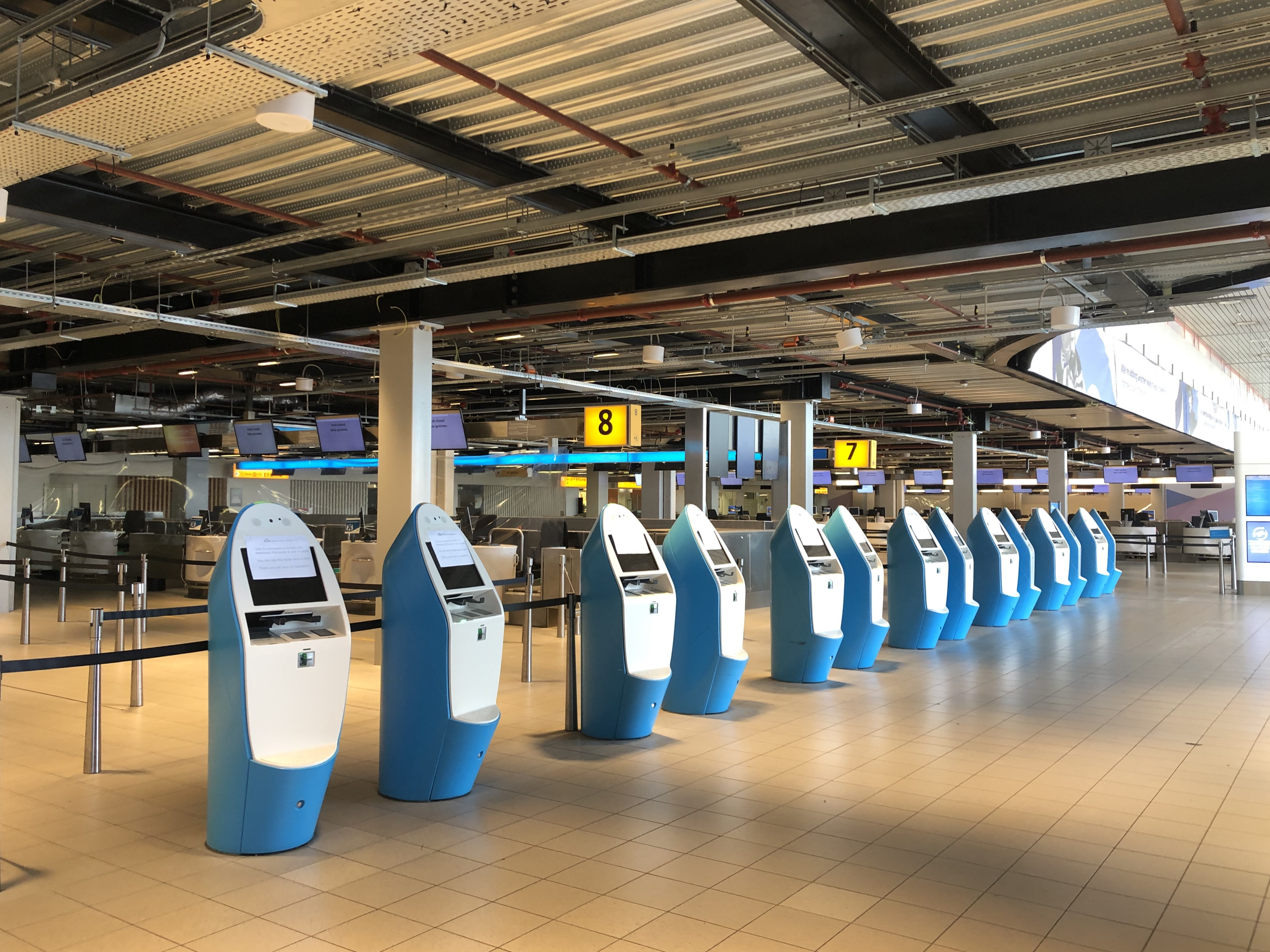
Leere Passagierhalle am Flughafen Schiphol bei Amsterdam am 4. April 2020.

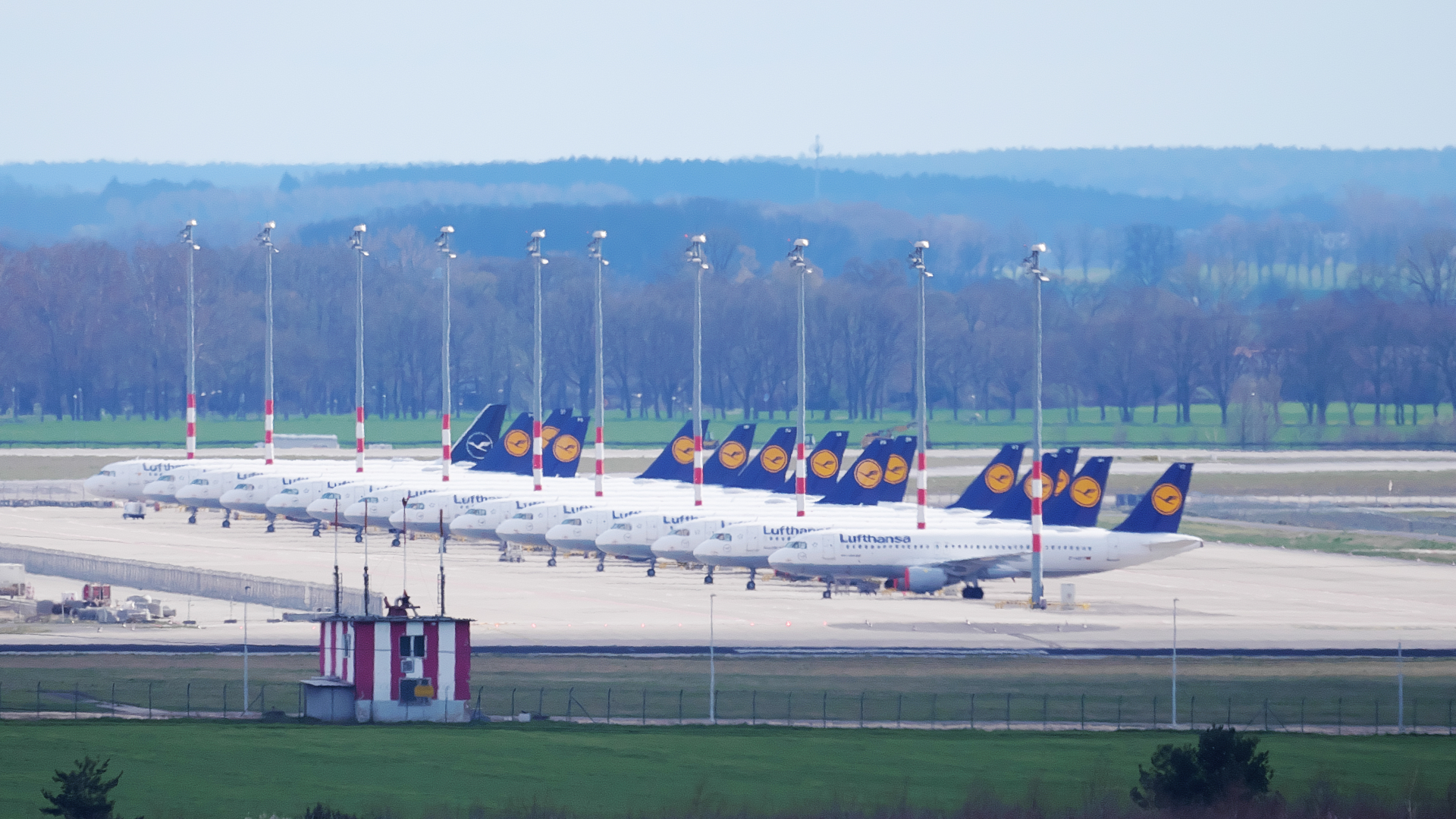
15 am 21. März 2020 auf dem Flughafen Berlin Brandenburg abgestellte Flugzeuge der Lufthansa

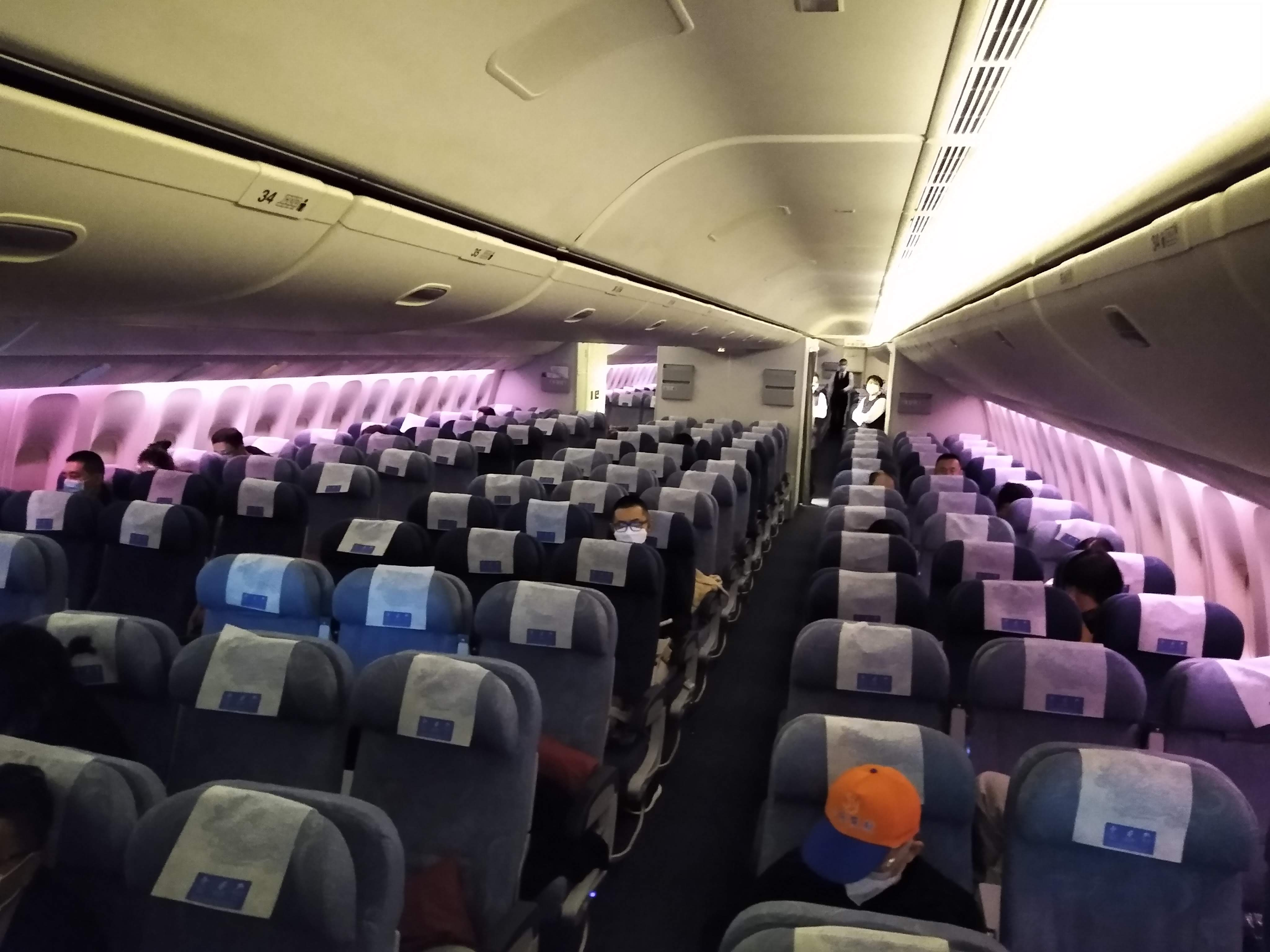
Nahezu leeres Flugzeug unterwegs von Peking nach Los Angeles am 15. März 2020.

Internationale Fluggesellschaften wie Air France stellten am 23. Januar 2020 zuerst Direktverbindungen nach Wuhan, später nach ganz China ein. US-amerikanische Fluggesellschaften strichen Flüge nach China bis Ende April aus ihrem Flugplan.
Nach British Airways und weiteren Fluggesellschaften gab die Lufthansa am 29. Januar 2020 bekannt, den Flugverkehr zwischen der Volksrepublik China und Deutschland bis zum 9. Februar einzustellen, auch mit den Töchtern Swiss und Austrian Airlines, und verlängerte am 3. Februar die Einstellung des Flugbetriebs bis Ende Februar, für die Ziele Nanjing, Shenyang, Qingdao, Shanghai und Peking sogar bis Ende März. Mitte Februar hatten etwa 70 Linien Flüge nach China eingestellt, weitere 50 eingeschränkt.
Die International Air Transport Association (IATA; Dachorganisation der internationalen Luftfahrt) schätzte am 21. Februar 2020 die zu erwartenden wirtschaftlichen Verluste für den internationalen Luftverkehr auf ein Volumen von etwa 30 Milliarden US$, wovon 27,8 Mrd. US$ auf den asiatisch-pazifischen Raum und 1,5 Mrd. US$ auf die übrige Welt entfielen.
Die British Airways strich Anfang März 2020 für den Zeitraum vom 17. bis 28. März wegen der verminderten Nachfrage Hunderte Hin- und Rückflüge in die USA sowie nach Deutschland, Italien, Frankreich, Österreich, Irland und in die Schweiz. Auch EasyJet und Ryanair kündigten an, zahlreiche Flüge nach Italien zu streichen. Die Lufthansa strich Flüge, forderte ihre Mitarbeiter auf, unbezahlten Urlaub einzureichen oder auch in Teilzeit die angebotene Arbeitsleistung zu reduzieren; außerdem prüfte sie die Möglichkeit, bei der Bundesagentur für Arbeit Kurzarbeit anzumelden.
Passagiere berichteten von fast leeren Flugzeugen, Fluggesellschaften gaben No-show-Anteile von bis zu 50 % an. Fluggesellschaften drängen auf eine Änderung der Vorgabe, der zufolge sie 80 % ihrer Start- und Landerechte an wichtigen Drehkreuzen wahrnehmen müssen, um sie nicht zu verlieren.
Am 14. März 2020 Tag stellte die Türkei den Flugverkehr mit weiteren Ländern ein. Am 16. März 2020 stellte SAS Scandinavian Airlines den kommerziellen Betrieb ein. Auch Austrian Airlines und Laudamotion stellen den Betrieb komplett ein.
Am 19. März 2020 wurde publik, dass die Lufthansa aufgrund der von vielen Ländern verhängten Einreisestopps 95 % aller Flüge streicht.
Ab dem 23. März 2020 war der Flughafen Innsbruck bis auf Weiteres geschlossen.
Die Regierung der Vereinigten Arabischen Emirate gab am 23. März 2020 bekannt, alle Passagierflüge zum 26. März für mindestens zwei Wochen einzustellen. Nachdem Emirates bereits am 25. März alle Passagierflüge einstellte, folgte nun auch Etihad Airways.
Am 24. März 2020 stellte Ryanair den Flugbetrieb für mindestens zwei Monate ein.
Am 11. Mai 2020 meldete die Avianca – die größte Fluggesellschaft Kolumbiens – infolge der in der Corona-Krise gesunkenen Einnahmen Insolvenz an.
Als deutlich wurde, dass sich im Dezember 2020 im Vereinigten Königreich eine deutlich ansteckendere Virus-Variante ausbreitete, sprachen die Niederlande am 20. Dezember ein Landeverbot bis zum 1. Januar für Flüge aus dem Vereinigten Königreich aus. Belgien, Italien und Österreich kündigten ähnliche Schritte an. Frankreich erklärte, Beschränkungen des Flug- und Zugverkehrs in Betracht zu ziehen. Deutschland kündigte ein Landeverbot für Flüge aus dem Großbritannien ab Mitternacht an; ausgenommen sind reine Luftfracht-Flüge sowie Flüge mit medizinischem Personal und nur mit rückkehrenden Crews an Bord.
Studien im Gefolge der SARS-Pandemie 2002/2003 ergaben, dass die meisten infizierten Personen relativ wenige Kontakte infizierten, während es durch manche Personen zu einem Superspreading kam. In einer Studie zu einem Flug mit 112 Passagieren wurden 16 Erkrankungen dokumentiert, welche infolge eines bereits erkrankten Passagiers entstanden. Dabei wurde eine Häufung der Ansteckungen bis zu 3 Reihen vor dem Indexpatienten, in einem Abstand bis zu 2,30 m, festgestellt.

### Eisenbahnverkehr
Auch der internationale Reiseverkehr mit der Eisenbahn wurde in Europa nach Ausbruch der Pandemie weitgehend reduziert, Verbindungen auch ganz eingestellt. Erst mit dem Inkrafttreten des Fahrplans 2021/22 im Dezember 2021 wurde in etwa der Stand aus der Zeit vor der Pandemie wieder hergestellt, im osteuropäischen Raum aber bereits wenige Monate später durch den Angriff Russlands auf die Ukraine am 24. Februar 2022 erneut teilweise unterbrochen.

### Öffentlicher Verkehr
Ab dem 19. März 2020 wurden in der Schweiz gewisse Fahrpläne im öffentlichen Verkehr ausgedünnt. Auf einzelnen Fernverkehrslinien wurden laut Kommunikation teils anstelle des Halbstundentaktes der Stundentakt eingeführt. Im Zuge der Grenzschliessung wurden alle internationalen Fernverkehrszüge aus der Schweiz in die Nachbarländer eingestellt. Ab 27. April und 11. Mai wurde der Lockdown in der Schweiz durch den Bundesrat wieder schrittweise gelockert. Ab dem 9. November 2020 hat die SBB den internationalen Zugverkehr nach Italien und Frankreich wieder reduziert. Zuvor wurden bereits andere Angebote im internationalen Zugverkehr reduziert oder ausgesetzt. Per 10. Dezember wurden die Verbindungen der SBB, Trenitalia und TILO zwischen der Schweiz und Italien eingestellt.

### Kreuzfahrt

#### Betriebseinstellungen
Folgende Kreuzfahrtreedereien haben ihren Betrieb vorübergehend eingestellt (Auswahl):
- Viking Ocean Cruises 12. März 2020 bis 1. Mai 2020
- Princess Cruises 12. März 2020 bis 11. Mai 2020
- Disney Cruise Line 14. März 2020 bis mindestens 12. April 2020
- Windstar Cruises 14. März 2020 bis 30. April 2020
- Celestyal Cruises 14. März 2020 bis 1. Mai 2020
- AIDA Cruises 13. März 2020 bis mindestens 30. April 2020
- Costa Crociere 13. März bis mindestens 30. April 2020
- TUI Cruises 17. März bis mindestens 30. April 2020

#### Hafensperrungen
Zahlreiche Staaten und Städte weltweit haben ihre Häfen für Kreuzfahrtschiffe vorübergehend gesperrt. Dazu gehören:
- Belgien
- Britische Jungferninseln
- Cayman Islands
- Volksrepublik China
- Cookinseln
- Estland
- Französisch-Polynesien
- Gibraltar
- Grenada
- Indien
- Israel
- Italien (keine Einschiffung)
- Jamaika
- Kanada
- Katar (Doha)
- Kiribati
- Malaysia
- Malediven
- Malta
- Marshallinseln
- Martinique (inoffiziell)
- Monaco (bis Ende April)
- Neuseeland (bis 30. Juni)
- Norwegen[83]
- Oman
- Portugal (mit Madeira und Azoren)
- Saint-Martin
- Samoa
- Seychellen
- Singapur
- Spanien (vorerst bis 26. März)
- Sri Lanka
- Taiwan
- Trinidad und Tobago
- USA (keine Einreise für Europäer)
- Vereinigte Arabische Emirate
- Vietnam

#### Einzelne betroffene Kreuzfahrtschiffe
Mehrere Kreuzfahrtschiffe wurden in den ersten Monaten des Jahres 2020 wegen der COVID-19-Ausbreitung unter Quarantäne gestellt, andere wurden abgewiesen und mussten an einem anderen Hafen anlegen. Zu nennen sind unter anderem:
- die World Dream (ab 5. Februar vor Hongkong unter Quarantäne),
- die Diamond Princess (ab 5. Februar in Yokohama, Japan unter Quarantäne),
- die Westerdam (eingelaufen im Februar in Sihanoukville, Kambodscha),
- die Grand Princess (vom 4. bis 9. März vor San Francisco, Kalifornien, USA).

Gesundheitlich angeschlagene Passagiere wurden teilweise an Land in Isolier- oder Quarantänestationen gebracht. Mehrere Staaten holten ihre Bürger in die Heimat zurück und stellten sie dort unter Quarantäne. Teilweise wurde die Handhabung der Quarantänemaßnahmen an Bord und rund um die Ausschiffung als ein Risiko für die Ausbreitung des Virus bewertet.

### Evakuierungen
Nach Einschätzung des pakistanischen Außenministeriums hielten sich im Januar 2020 etwa 500 Studenten aus Pakistan in Wuhan auf. Zudem gibt es in der Stadt Studenten aus Afghanistan.
Der japanische Premierminister bereitete die Rückholung von Japanern aus Wuhan mit Charterflügen vor. Deren Personenzahl wurde auf etwa 650 geschätzt. Am Abend des 28. Januar 2020 landete das erste japanische Passagierflugzeug im Rahmen der Evakuierungsaktion für japanische Staatsbürger auf dem Flughafen von Wuhan. Es brachte Hilfsgüter und medizinisches Fachpersonal. Von den sich in der Provinz Hubei aufhaltenden Japanern sind etwa 200 Personen in der ersten Rückholaktion eingeplant. Ziel des Rückflugs ist der Flughafen Tokio-Haneda. Japan brachte mit dem ersten Flug 206 Personen zurück. Der japanische Premierminister Shinzō Abe begründete die entschlossene Aktion damit, dass es die „größte Verantwortung“ der Regierung sei, ihre Bürger zu schützen und eine „angemessene Gesundheitsversorgung“ zu gewähren.
Nach einer Meldung von Akipress am 28. Januar hat die Regierung Kasachstans Vorbereitungen getroffen, um 61 kasachische Studenten mittels eines Charterflugs aus Wuhan unter Betreuung von eigenem ärztlichen Personal zu evakuieren. Die Genehmigung der chinesischen Stellen für diesen Flug wurde beantragt.
Die Evakuierung des US-amerikanischen Konsulatpersonals aus der Stadt und weiterer Bürger war für den 28. Januar 2020 per Flugzeug vorgesehen und verschob sich auf den Folgetag. Zunächst soll dieser Flug zum Ted Stevens Anchorage International Airport in Alaska führen, wo das Flugzeug auftanken kann. Die Passagiere sollen in ein nicht öffentliches Terminal geleitet werden. In dessen Gebäudetrakt befindet sich ein eigenes Ventilationssystem, und zudem ist das North Terminal von den anderen Flughafenbereichen isoliert. Das örtliche Providence Alaska Medical Center ist mit 30 Unterdruck-Quarantänezimmern zur Aufnahme von Verdachtspatienten vorbereitet. Die Passagiere werden hier von Spezialisten der Centers for Disease Control and Prevention untersucht und können in unbedenklichen Fällen über den Ontario International Airport im San Bernardino County in die Vereinigten Staaten weiter einreisen.
Indische Behörden gaben am 26. Januar 2020 bekannt, dass sie jegliche Möglichkeiten zur Evakuierung von über 250 Staatsbürgern, von denen die meisten Studenten sind, gemeinsam mit chinesischen Stellen prüften. Die indische Botschaft in China verzeichnete eine große Zahl von Anrufen auf drei Hotline-Anschlüssen. Evakuierungspläne gibt es von Frankreich und Russland. Chinesische Gesundheitsexperten gehen von einer immer stärker werdenden Fähigkeit des Virus zur Ausbreitung aus. Chinesische und US-amerikanische Gesundheitsexperten vertreten gemeinsam die Auffassung, dass die noch ansteigende Übertragung auch ohne äußerliche Anzeichen erfolgen kann.
Nach Angaben des Eidgenössischen Departements für auswärtige Angelegenheiten (EDA) sind fünf Schweizer Bürger sowie drei chinesische Familienangehörige am 2. Januar 2020 auf einem Militärflugplatz nahe Marseille gelandet. Das EDA hatte die freiwillige Ausreise dieser Personen in Kooperation mit der französischen Regierung organisiert. Zwei weitere eingeplante Passagiere hatten kurz vor dem Abflug entschieden, vor Ort zu bleiben. Die acht Ausgeflogenen werden für 14 Tage in Südfrankreich unter Quarantäne gestellt.
102 deutsche Staatsbürger und 26 Angehörige von ihnen, die alle beim Abflug symptomfrei waren, wurden am 1. Februar 2020 von der Flugbereitschaft der Bundeswehr aus der Region Wuhan nach Frankfurt am Main evakuiert. Sie wurden nach der Rückkehr für 14 Tage in der Südpfalz-Kaserne in Germersheim (Rheinland-Pfalz) in Quarantäne untergebracht. Am 2. Februar wurde bei zwei Passagieren das Coronavirus festgestellt. Zur Verringerung eines eventuellen Infektionsrisikos wurden die in Germersheim unter Quarantäne gestellten Personen in vier Gruppen unterteilt, und jeder Gruppe wurden für den Ausgang innerhalb der Kaserne eigene Zeitfenster zugeteilt. Die beiden am Coronavirus erkrankten Wuhan-Rückkehrer wurden von der Kaserne in Germersheim zur Behandlung in das Universitätsklinikum Frankfurt verlegt, später wurden sie gesund entlassen. Die aus Wuhan evakuierten Personen wurden während ihrer Quarantäne in Germersheim von 22 DRK-Mitarbeitern, die sich für diesen Einsatz freiwillig gemeldet hatten, betreut. Am 17. Februar 2020 konnten sie alle gesund das Kasernengelände verlassen.
Anfang Februar wurden mit einer Maschine der Air New Zealand 190 Menschen aus Wuhan evakuiert. Nur 54 davon waren Neuseeländer, 44 waren chinesische Staatsbürger, die in Neuseeland leben. Dazu kamen 35 Australier, 12 Chinesen aus Australien, 8 Briten, 17 Osttimoresen, je 5 Menschen aus Samoa und Papua-Neuguinea, 4 aus Tonga, 2 aus Fidschi und je 1 Staatsangehöriger von Kiribati, Mikronesien, Niederlande und Usbekistan. Alle Evakuierten, außer den Australiern, wurden zur Quarantäne nach Whangaparāoa auf einer Halbinsel im Norden von Auckland gebracht. Die Australier wurden weiter nach Australien geflogen. Die 17 Osttimoresen konnten am 21. Februar in ihre Heimat zurückkehren.
Am 9. Februar wurden 16 Erwachsene und 4 Kinder – Deutsche und ihre Familienangehörigen – aus Wuhan über den Flughafen Berlin-Tegel in ein Gebäude auf dem Gelände der Kliniken des Deutschen Roten Kreuzes in Berlin-Köpenick gebracht. Sie waren symptomfrei und wurden unter eine 14-tägige Quarantäne gestellt. Die einen Tag später vorliegenden Laborergebnisse zeigten, dass bei ihnen das SARS-CoV-2 nicht nachweisbar war, der Test auf das Coronavirus wurde vorsichtshalber alle vier Tage wiederholt.
Am 21. Februar wurden 15 weitere Deutsche aus der Provinz Hubei nach Stuttgart zurückgeholt. Der Test auf das Virus war bei ihnen in China negativ ausgefallen. Vorsichtshalber wurden sie für 14 Tage in einem Hotel unter Quarantäne gestellt.

## Internationale Maßnahmen 2021
Das Vereinigte Königreich führte zur Verhinderung des Einschleppens von Mutationen des Virus ab 15. Februar 2021 eine verpflichtende 10-tägige Quarantäne in Hotels für Einreisende aus Hochrisikoländern ein. 33 Staaten standen zu Beginn der Maßnahme auf der Liste. Die Reservierung eines Platzes in Quarantäne muss dabei bei dafür von der Regierung vorgesehenen Hotels von den Reisenden vor Reiseantritt selbst vorgenommen, und der Aufenthalt mit einem Beitrag von 1.750 £ pro Person selbst bezahlt werden. Tests auf COVID-Viren werden an Tag zwei und Tag zehn der Quarantäne durchgeführt.
Am 16. Juni 2021 berichten Medien, dass die EU beabsichtigte, geltende Einreisebeschränkungen für die Vereinigten Staaten und weitere Länder binnen der nächsten Tage aufzuheben.
Im November 2021 verbreitete such die SARS-CoV-2-Variante Omikron rasch in Südafrika aus. Südafrika wurde daraufhin zum Virusvariantengebiet erklärt. Einige Staaten schränkten den Flugverkehr von und nach Südafrika ein bzw. kündigten an, dies zu tun. Zum 18. Dezember verbot Frankreich Ein- und Ausreisen nach und von Großbritannien und gestattete Ausnahmen nur noch für Reisen „aus zwingenden übergeordneten Gründen“. Auch weitere Staaten schränkten die Reisemöglichkeiten ein oder verhängten Quarantäneregeln für Einreisende.
Zum Jahresende 2021 war abzusehen, dass Anfang 2022 zahlreiche Leerflüge oder fast leere Flüge stattfinden würden, welche die Luftfahrtgesellschaften nur zu dem Zweck durchführen würden, um sich ihre Start-und-Lande-Rechte zu sichern. Kritiker sprechen von „sinnlosen“ Flügen.

## Internationale Maßnahmen 2022
In Paraguay müssen seit dem 12. Januar 2022 diejenigen Einreisenden, die kein permanentes Bleiberecht haben, mindestens zweimal geimpft sein.